# André Krogsæter
André Krogsæter (Oslo, 12 maggio 1961) è un ex calciatore norvegese, di ruolo attaccante.

## Carriera

### Club
Krogsæter cominciò la carriera con l'Årvoll, per poi passare al Lillestrøm. Vi rimase dal 1980 al 1986, vincendo un campionato e due Coppe di Norvegia. Nel 1987 passò al Frigg.

### Nazionale
Conta 4 presenze nella Norvegia, 3 delle quali ai Giochi della XXIII Olimpiade. Esordì il 29 luglio 1984, nel pareggio a reti inviolate contro il Cile.